# Breakdown (canción de Seether)
«Breakdown» es una canción de la banda sudafricana de metal alternativo Seether. Fue lanzado el 9 de agosto de 2008 como el tercer sencillo de su cuarto álbum de estudio Finding Beauty in Negative Spaces (2007).
La canción fue lanzada a la radio a mediados de agosto de 2008 y rápidamente se convirtió en uno de los sencillos más agregados a la radio de rock activa en ese momento.

## Antecedentes
Shaun Morgan ha declarado que la canción trata sobre su exnovia Amy Lee, pero otras fuentes hacen referencia a una relación más reciente. Para profundizar en el tema, Morgan ha dicho: "Amy y yo, en nuestros peores momentos, fuimos mejores que esta última chica y yo en nuestros mejores momentos". Morgan dice que no esperaba que "Breakdown" fuera una canción tan popular; escribió la canción para expresar sus sentimientos. Morgan también dice que Lee ha influido en otras canciones de Seether. Además, Morgan también ha dicho que "la canción trata sobre no permitir que lo que la gente dice de ti te deprima y creer en ti mismo, y en última instancia saber que serás mejor por ello".

## Video musical
El video musical de "Breakdown" se estrenó el 12 de noviembre de 2008 en Yahoo! Music. Tony Petrossian, quien dirigió sus videos anteriores para Fake It y Rise Above This, también hizo este video.
En el video, Jenna Westerbeck se acerca a Shaun (que está sentado) por detrás, y él la mira mientras lo toca con evidente desdén. Luego, Jenna extiende sus brazos alrededor de su cabeza y manipula su cabeza, que se convierte en un cubo de Rubik al tocarla. A lo largo del video, la cara de Shaun cambia de emociones en cada cubo y, a medida que avanza el video, aparecen diferentes personas (incluido el resto de Seether) en el cubo, haciendo playback de las voces de fondo. Hacia el final del puente, la chica abre el cubo, quitando bloques que presentan a otras mujeres. Luego encuentra un bloque que solo la presenta a ella y lo coloca en el espacio para el ojo de Shaun. Luego cierra la caja, le da una última vuelta y el efecto del cubo desaparece. Luego sale del cuadro mientras Morgan la mira con una sensación de desagrado y decepción.
Este fue el primer video en el que aparece el nuevo guitarrista principal de la banda, Troy McLawhorn.

## Posicionamiento en lista
| Lista (2009)                            | Posición |
| --------------------------------------- | -------- |
| Canadá (Canadian Hot 100)               | 98       |
| Canadá (Canada Rock)                    | 4        |
| Estados Unidos (Bubbling Under Hot 100) | 6        |
| Estados Unidos (Alternative Airplay)    | 4        |
| Estados Unidos (Mainstream Rock)        | 4        |